# The Adventures of Twizzle
The Adventures of Twizzle est une série télévisée britannique en 52 épisodes de 15 minutes en noir-et-blanc, créée et produite par Roberta Leigh et diffusée entre le 13 novembre 1957 et le 3 décembre 1958 sur ATV.
Elle est inédite dans tous les pays francophones.

## Synopsis
Twizzle est une poupée mâle dans une boutique de jouets qui a la particularité d'être vivante et dont les pieds et les jambes s'agrandissent. Elle vit des aventures avec un chat qui s'appelle Footso.

## Distribution (voix originales)
- Denise Bryer : Twizzle
- Nancy Nevinson : plusieurs personnages

## Épisodes

### Première saison (1957)
1. Twizzle and Footso
2. Twizzle and Fottso Get Caught
3. Twizzle Saves the Doll
4. The Breakdown Van
5. Footso Is Stolen
6. Twizzle and the Golliwog
7. Jiffy and the Chawky Quarrel

### Deuxième saison (1958)
1. Footso Disappears
2. Twizzle and the Broken-Down Toy
3. Twizzle Builds Stray Town
4. A Flag for Stray Town
5. Jiffy's New House
6. Twizzle and Footso Go Fruit Picking
7. Twizzle Has Some Fun
8. Twizzle and Candy Floss Open a Cake Shop
9. Twizzle Saves The Broken Down Toys
10. Twizzle Gets Lost
11. Jiffy Opens a Barber Shop
12. Another Racing Car
13. Twizzle and His Friends Go to the Circus
14. The Toys Go to School
15. Bouncy the Ball
16. Jack-In-The-Box
17. Twizzle Catches Cold
18. The Naughty Girl
19. Jiffy's New Twigs
20. Twizzle and the Snowman
21. Twizzle and the Thin Teddy Bear
22. The Lazy Broomstick Man
23. Twizzle and Polly Moppet
24. Footso and the Magic Seeds
25. Footso Has Toothache
26. Jiffy and Polly Moppet Quarrel
27. Footso Gets a New Trail
28. Twizzle is Naughty
29. Twizzle is Stolen
30. Twizzle and the Naughty Breakdown Van
31. Twizzle and the Toy Inspector
32. Chawky Gets a Present
33. Jiffy's Birthday
34. The Orange and Banana Tree
35. Stray Town Thief
36. Footso and the Naughty Girl
37. Naughty Polly Moppet
38. Polly Moppet Disappears
39. Twizzle Goes Fishing
40. Twizzle Goes to the Fair
41. Twizzle Goes to the Seaside
42. Twizzle Goes Camping
43. Twizzle Goes to the Zoo
44. Twizzle Papers the Cabin
45. Candy Floss Has a Birthday

## Débuts de Gerry Anderson
Il s'agit de la première production de Gerry Anderson en tant que superviseur des aspects créatifs et visuels pour la nouvelle chaîne ITV